# Pointe-Gatineau
Pointe-Gatineau (appelée Pointe-à-Gatineau jusqu'en 1959) est une ancienne ville de l'Outaouais, au Québec, ayant existé de 1876 à 1975. Son territoire est aujourd'hui compris dans le secteur de Gatineau de la ville du même nom.

## Situation géographique
La ville de Pointe-Gatineau est située au sud de la région administrative de l'Outaouais, dans le sud-ouest du Québec. Avant 1975, elle est bordée par la municipalité de canton de Templeton-Ouest au nord, par la ville de Gatineau à l'est, par la rivière des Outaouais au sud, par la rivière Gatineau au sud-ouest et par la ville de Touraine à l'ouest.

## Toponymie

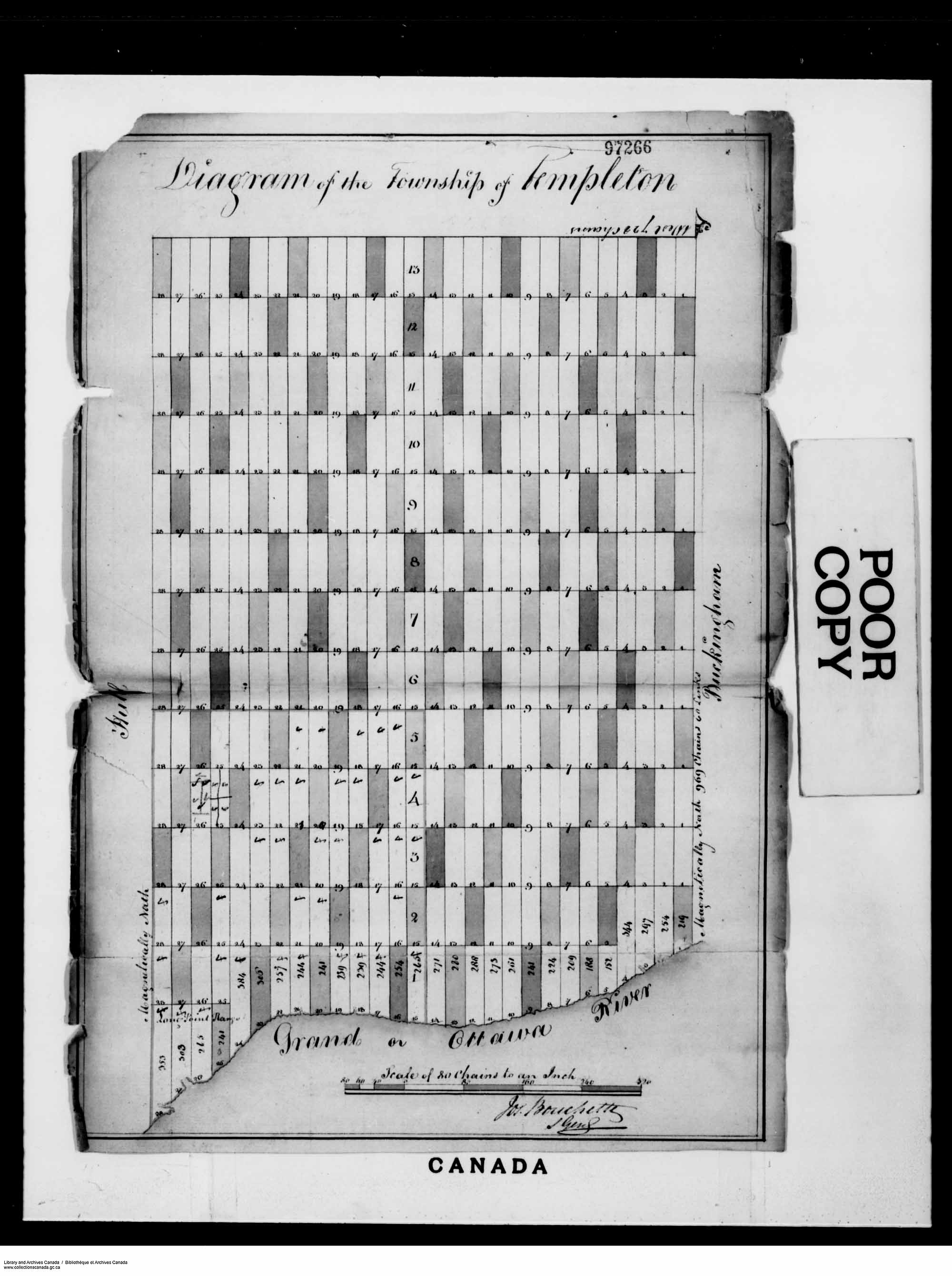
L'arpentage de 1802 du canton de Templeton

Depuis sa colonisation qui remonte à près de deux siècles, le territoire de Pointe-Gatineau a porté divers noms.
Le premier nom connu donné à l'endroit qui allait devenir Pointe-Gatineau apparaît sur la carte d'arpentage de 1802 du canton de Templeton, et il s'agit de Long Point Range.  Ce nom a été traduit par la suite, beaucoup plus tard, par les résidents francophones en Long Point à Gatineau et finalement abrégé en Pointe à Gatineau et Pointe-Gatineau.

## Histoire
La première terre défrichée à cet endroit s'appelait Waterloo Farm. Il s'agissait principalement d'un pâturage de 120 acres défrichés par Philemon Wright en 1802. En 1824, la ferme gérée par Thomas Brigham, le gendre de Philemon, produisait 60 tonnes de foin, et avait 20 hectares consacrés à la culture de pommes de terre, 4 hectares de blé, 2 de maïs et 2 hectares de carottes et betteraves. Le cheptel se composait de 2 chevaux, 2 bœufs, 3 vaches et 2 cochons. Sur la ferme il y avait une grange et une maison où vivaient trois hommes et une femme.

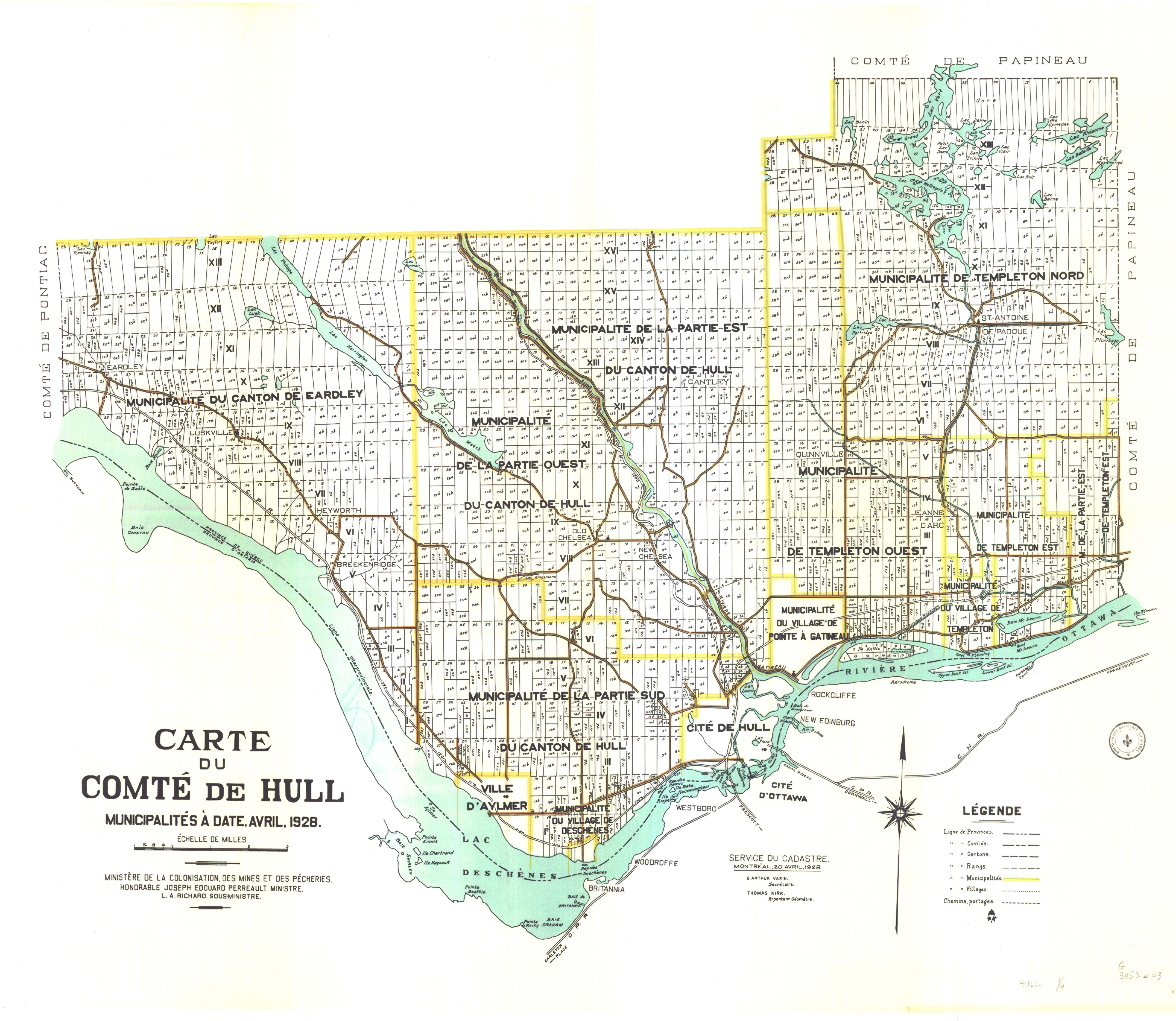
Carte du comté de Hull en 1928 dans sa portion méridionale.

Quelque temps avant 1832, Philemon a rebaptisé la ferme en le nommant Waterloo Village lorsqu'elle a été subdivisée en lots qui ont été vendus. En 1841, un registre indique que 54 des lots du Waterloo Village sont occupés principalement par des familles francophones, mais bien qu'il s'agisse du nom officiel donné au village, on peut raisonnablement supposer que les résidents préféraient l'appellation Long Point à Gatineau.
En 1876, le village de Pointe-Gatineau se détache du canton de Templeton. Le village porte alors le nom de Pointe-à-Gatineau.
En 1957, le village de Pointe-à-Gatineau devient la ville de Pointe-à-Gatineau.
En 1959, le nom de la ville devient Pointe-Gatineau.
En 1975, les villes de Pointe-Gatineau, Gatineau, Touraine, le village de Templeton, les municipalités de Templeton-Ouest, Templeton-Est et Templeton-Est-Partie-Est fusionnent pour former la ville de Gatineau.

## Politique et administration
| Nom                        | Période de fonction | Période de fonction |
| Nom                        | Début               | Fin                 |
| -------------------------- | ------------------- | ------------------- |
| James O'Hagan              | 19 février 1876     | 5 février 1877      |
| Pierre Charette            | 5 février 1877      | 3 février 1879      |
| Joseph Moreau              | 3 février 1879      | 19 janvier 1880     |
| Joseph Smeyers Stassardt   | 19 janvier 1880     | 5 juillet 1880      |
| Isaac Lépine               | 5 juillet 1880      | 6 février 1882      |
| Francois-Xavier Bouvier    | 6 février 1882      | 26 janvier 1884     |
| Pierre Charette            | 26 janvier 1884     | 9 avril 1886        |
| Louis-Philippe Sylvain     | 9 avril 1886        | 15 janvier 1894     |
| Joseph Cousineau           | 15 janvier 1894     | 18 janvier 1895     |
| Damas Lafortune            | 18 janvier 1895     | 18 janvier 1899     |
| Louis-Philippe Sylvain     | 18 janvier 1899     | 19 septembre 1904   |
| Joseph Cousineau           | 19 septembre 1904   | 16 janvier 1905     |
| Ovila Robitaille           | 16 janvier 1905     | 21 janvier 1907     |
| Damas Lafortune            | 21 janvier 1907     | 19 juillet 1907     |
| Joseph Cousineau           | 19 juillet 1907     | 30 octobre 1907     |
| Alfred Paulin              | 30 octobre 1907     | 18 janvier 1909     |
| Gabriel Vaive              | 18 janvier 1909     | 19 mars 1909        |
| Alfred Paulin              | 19 mars 1909        | 16 janvier 1911     |
| Sylvio Lafortune           | 16 janvier 1911     | 17 janvier 1913     |
| Mazenod R. Lafontaine      | 17 janvier 1913     | 4 août 1913         |
| Gabriel Vaive              | 11 août 1913        | 15 janvier 1914     |
| Mazenod R. Lafontaine      | 15 janvier 1914     | 18 février 1918     |
| Rodolphe Moreau            | 25 février 1918     | 3 février 1922      |
| J. Philias Legault         | 3 février 1922      | 16 janvier 1923     |
| Rodolphe Moreau            | 16 janvier 1923     | 12 avril 1924       |
| Sylvio Lafortune           | 12 avril 1924       | 28 avril 1924       |
| Ernest Charron             | 3 mai 1924          | 15 mai 1929         |
| Estor Charette             | 15 mai 1929         | 4 août 1930         |
| Rodolphe Moreau            | 4 août 1930         | 6 décembre 1943     |
| Arthur Moreau              | 6 décembre 1943     | 14 mai 1945         |
| Daniel Lafortune           | 14 mai 1945         | 2 novembre 1959     |
| Théodore Joly              | 2 novembre 1959     | 6 novembre 1961     |
| Henri Lapointe             | 6 novembre 1961     | 24 septembre 1963   |
| Daniel Lafortune           | 9 décembre 1963     | 7 novembre 1971     |
| G. Pierre Lafontaine       | 7 novembre 1971     | 31 janvier 1973     |
| Jean-Marc Cloutier         | 8 février 1973      | 1er janvier 1975    |
| Source : Ville de Gatineau |                     |                     |

## Démographie
| 1881  | 1891  | 1901  | 1911  | 1921  | 1931  | 1941  | 1951  | 1956  |
| ----- | ----- | ----- | ----- | ----- | ----- | ----- | ----- | ----- |
| 1 460 | 1 520 | 1 583 | 1 751 | 1 919 | 2 282 | 2 230 | 3 874 | 6 175 |

| 1961  | 1966   | 1971   | - | - | - | - | - | - |
| ----- | ------ | ------ | - | - | - | - | - | - |
| 8 854 | 11 053 | 15 640 | - | - | - | - | - | - |

## Héraldique
| Ut aquæ nostræ conjugamur |
| ------------------------- |

| L'écu de Pointe-Gatineau se blasonne ainsi : D'azur, au chef-pal d'or chargé d'un chef-pal de gueules, surchargé de trois billettes couchées d'argent rangées en chef, à une cloche d'argent brochante sur les pals,. |